# Proclama
Con relación al matrimonio, la proclama es la publicación que se hace en la iglesia el día festivo al tiempo de la misa mayor, de los nombres y cualidades de las personas que quieren casarse u ordenarse, para que si alguno supiere algún impedimento lo denuncie. 

## Origen y necesidad de las proclamas
Por el capítulo Cum in tua desponsat. et matrim. parece que las proclamas del matrimonio eran conocidas en Francia por el siglo XII. Escribiendo Inocencio III el año 1213 al obispo de Beauvais las menciona. Es indudablemente que este pontífice encontró tan útil y sabia la práctica de las proclamas que la hizo extender por un decreto del Concilio de Letrán que presidió el año 1213, desde la Iglesia de Francia a toda la Iglesia universal
En los primeros siglos de la Iglesia no se exigía la publicación de las proclamas porque entonces no había impedimento dirimente establecido por los cánones en esta materia. Mas en tiempo de Inocencio III te hallaban ya determinados en el derecho los impedimentos del matrimonio por lo que no podía dispensarse de adoptar el uso de la publicación de las proclamas como el mejor modo de descubrirlos.
El Concilio de Trento hizo una ley obligando a la publicación de las proclamas, concebida en estos términos: 

Por esta razón según lo dispuesto en el Concilio de Letrán celebrado bajo Inocencio III, manda el santo concilio que en lo sucesivo antes que se contraiga el matrimonio, proclame el cura propio de los contrayentes públicamente por tres veces, en tres días de fiesta seguidos, en la iglesia mientras se celebra la misa mayor quiénes son los que han de contraer matrimonio y hechas estas amonestaciones se pase a celebrarlo en faz de la Iglesia, si no se opusiere ningún impedimento legítimo.

Y si en alguna ocasión hubiese sospechas fundadas de que se podrá impedir maliciosamente el matrimonio, si preceden tantas amonestaciones, hágase solo una en este caso o al menos celébrese a presencia del párroco y de dos o tres testigos. Después de esto y antes de consumarlo se han de hacer las proclamas en la iglesia para que mas fácilmente se descubra si hay algunos impedimentos a no ser que el mismo ordinario tenga por conveniente que se omitan las mencionadas proclamas; lo que el santo concilio deja a su prudencia y juicio.

La proclamación de las promesas del matrimonio se introdujo como medio de impedir los matrimonios clandestinos y los que se pudiesen contraer contra las disposiciones de las leyes y cánones entre personas que tuviesen algún impedimento entre sí.